# Super AMOLED

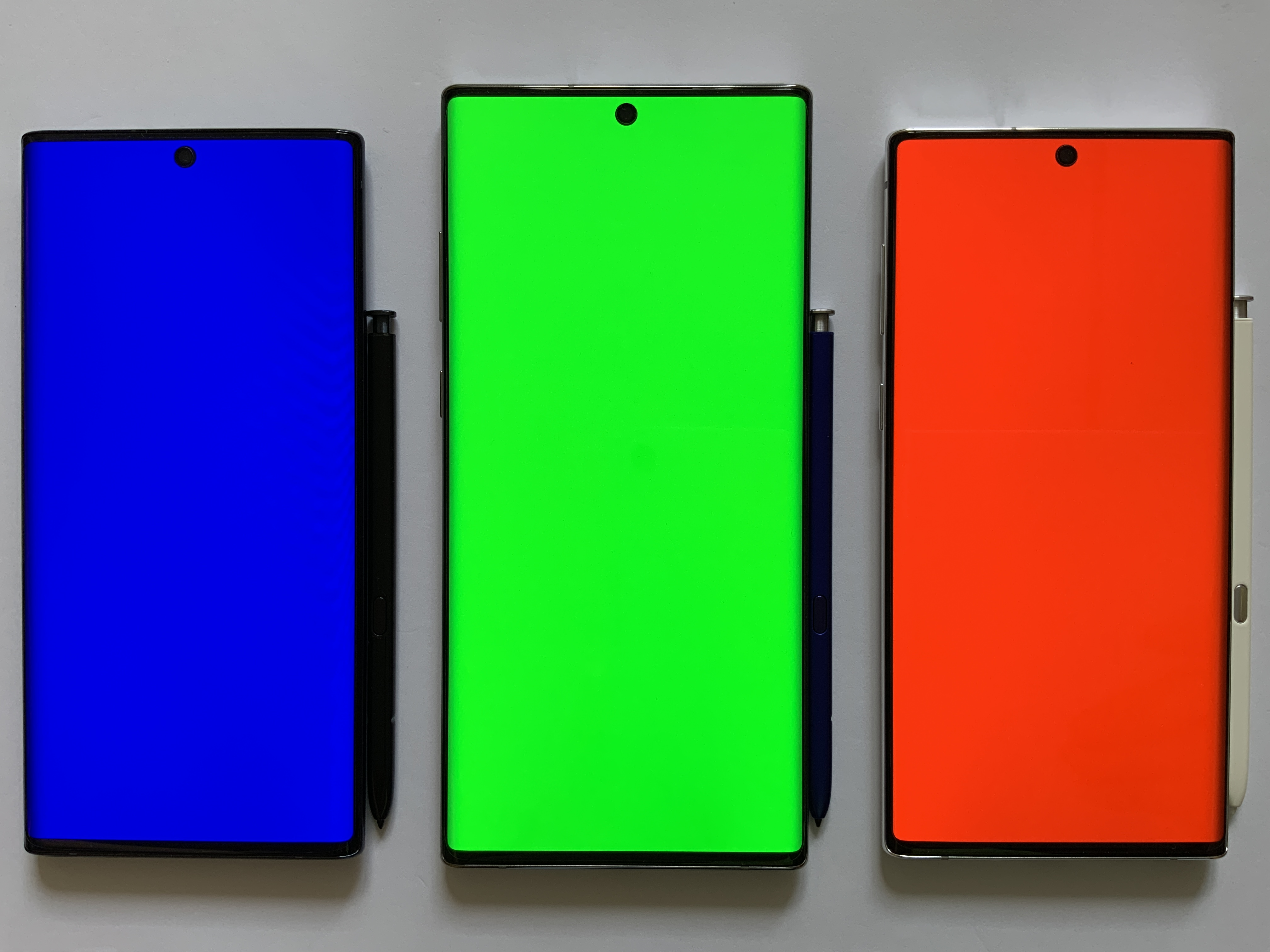
El Samsung Galaxy, exemple d'un smartphone amb una patalla FHD Super AMOLED

Super Active-Matrix Organic Light-Emitting Diode o  Super AMOLED  és una tecnologia de pantalla (variant de l'AMOLED) principalment per al seu ús en dispositius mòbils i tablets (vegeu la llista al final per exemples). Comparada amb la primera generació de AMOLED, alguns dels avantatges del Super AMOLED són pantalles més brillants, menor reflexió de la llum solar i menor consum.